# غرابافيتشا:أرض أحلامي
غرابافيتشا: ارض احلامي (بالإنجليزية: Grbavica) هو فيلم دراما، وفيلم حربي، وفيلم فني
أُصدر في 2006، و6 يوليو 2006، في ألمانيا. وقد أخرجه ياسميلا زبينيتش، وكَتَب السيناريو ياسميلا زبينيتش، وباربارا البرت.

## القصة
تقع أحداث الفيلم في سراييفو.

## طاقم التمثيل
- Mirjana Karanović [الإنجليزية]‏
- Vanessa Glodjo [الإنجليزية]‏
- Jasna Žalica [الإنجليزية]‏
- Maike Mia Höhne  [لغات أخرى]‏
- Hasija Borić  [لغات أخرى]‏
- Hendrik Massute  [لغات أخرى]‏
- Mirza Tanović  [لغات أخرى]‏
- Nada Đurevska  [لغات أخرى]‏
- Semka Sokolović-Bertok [الإنجليزية]‏
- إمير هادزيهافيزبيغوفتش
- Leon Lučev [الإنجليزية]‏
- Luna Mijović [الإنجليزية]‏
- Ermin Bravo [الإنجليزية]‏
- ياسنا البري  [لغات أخرى]‏
- Bogdan Diklić [الإنجليزية]‏
- Dejan Aćimović [الإنجليزية]‏
- جومر دامر

## الاستقبال

### الجوائز والترشيحات
الجوائز
- الدب الذهبي (2006).

الترشيحات
- جائزة الفيلم الأوروبي لأفضل فيلم [الإنجليزية]‏ (2005)
- جائزة الفيلم الأوروبي لأفضل ممثلة (2005)

## وصلات خارجية
- غرابافيتشا:أرض أحلامي على موقع IMDb (الإنجليزية)
- غرابافيتشا:أرض أحلامي على موقع ميتاكريتيك (الإنجليزية)
- غرابافيتشا:أرض أحلامي على موقع روتن توميتوز (الإنجليزية)
- غرابافيتشا:أرض أحلامي على موقع نتفليكس (الإنجليزية)
- غرابافيتشا:أرض أحلامي على موقع ألو سيني (الفرنسية)
- غرابافيتشا:أرض أحلامي على موقع Turner Classic Movies (الإنجليزية)
- غرابافيتشا:أرض أحلامي على موقع أول موفي (الإنجليزية)
- غرابافيتشا:أرض أحلامي على موقع بوكس أوفيس موجو (الإنجليزية)
- غرابافيتشا:أرض أحلامي على موقع فيلمافينيتي (الإسبانية)
- غرابافيتشا:أرض أحلامي على موقع قاعدة بيانات الأفلام السويدية (السويدية)